# Turbobier
Turbobier és un grup de música punk rock format l'any 2014 al districte de Simmering, a la ciutat de Viena. El membre més conegut és el cantant i guitarrista Marco Pogo, el qual acostuma actua en directe amb una formació canviant.

## Trajectòria
El gener de 2014, la banda va publicar el seu primer videoclip de la cançó «I lifted a Koda» i va fer a continuació els primers concerts. El juliol de 2014, la cançó «Arbeitslos durch den Tag», una paròdia de l'èxit d'Helene Fischer «Atemlos durch die Nacht», va superar ràpidament el milió de visualitzacions a YouTube, fet que va atreure l'atenció mediàtica per part de ZDF, Bild, Süddeutsche Zeitung, Kurier, Österreichischer Rundfunk i ATV.
El juny de 2015, es va publicar l'àlbum Irokesentango. La portada és un muntatge fotogràfic de l'alcalde de Viena, Michael Häupl, amb cresta i mostrant el dit del cor, fet que va provocar les crítiques del Partit Socialdemòcrata d'Àustria.
El grup ha tocat al Wacken Open Air, Nova Rock, Summer Breeze, Frequency Festival, Open Flair i Szene Openair. A l'Amadeus Austrian Music Award 2016 el grup va rebre un premi en la categoria «Hard & Heavy», i el 2018 i 2020 va ser nominat de nou en la mateixa categoria.
El 27 de gener de 2017 es va publicar el segon àlbum de Tubobier, Das Neue Festament, en el nou segell discogràfic del cantant Marco Pogo, Pogo's Empire, el qual va entrar a les llistes d'àlbums austríacs en el número u. Des del juliol de 2017, els supermercats SPAR també venen la cervesa TurboBier en els seus establiments comercials.
El setembre de 2018 Turbobier va girar per primera vegada pel Japó realitzant 13 concerts, seguit d'una gira per la Xina el novembre de 2018. El 8 de març de 2019 va publicar el tercer àlbum d'estudi, King of Simmering. Nadine Schmidt, del webzine BurnYourEars, va descriure l'àlbum com «un disc per a reunions socials amb bona gent, extremadament estimulant i sempre sofisticat».

### Partit Austríac de la Cervesa
El Bierpartei Österreich (BPÖ), és un partit polític satíric fundat el 2015. Per a les eleccions del Consell Nacional de 2019, el partit es va presentar per primera vegada a unes eleccions però no va aconseguir entrar al parlament. Els seus temes principals són l'atur, el consum de cervesa i l'abolició de les begudes mixtes de cervesa.

## Discografia
Àlbums
- 2015: Irokesentango (CD/LP)
- 2017: The New Festament (CD/LP)
- 2019: King of Simmering (CD/LP)
- 2021: Live in Wien
- 2023: Live im Volkstheater
- 2024: Nobel geht die Welt zugrund[7]

EP i senzills
- 2015: Fuaßboiplotz
- 2015: Arbeitslos durch den Tag
- 2016: Drangla hits 77
- 2018: Keikan ni zokkon
- 2019: Today drive ma police
- 2019: Beisl-Session I (EP)